# Giovanni Veneziano
Giovanni Veneziano (11. března 1683 Neapol – 13. dubna 1742 tamtéž) byl italský hudební skladatel a varhaník.

## Život
Giovanni Veneziano studoval na konzervatoři Santa Maria di Loreto v Neapoli skladbu, zpěv, varhany a cembalo, mimo jiné, u svého otce Gaetana Veneziano. V roce 1704 převzal od svého otce místo varhaníka v dvorním orchestru. Když však v roce 1707 ve válce o španělské dědictví Rakušané obsadili Neapol a přišel o místo, protože, stejně jako jeho otec, byl ve službách krále Filipa V. Španělského.
17. ledna 1711 se v Teatro dei Fiorentini hrála jeho první opera buffa Lo mbroglio de li nomme a v září roku 1714 další komedie Patrò Tonno d'Isca. V červenci roku 1716 byl jmenován druhým mistrem na konzervatoři Santa Maria di Loreto a toto místo si již udržel až do smrti. Mezi jeho žáky prosluli zejména Davide Perez a Nicola Logroscino.
V roce 1735 byli Rakušané z Neapole vyhnáni, králem Neapole se stal Karel III. Španělský a Veneziano byl znovu jmenován zástupcem dvorního kapelníka a královským dvorním varhaníkem. Zemřel v roce 1742. Svou manželku Theodoru Pulzone a osm dětí zanechal v nejistých podmínkách.

## Dílo
Význam Giovanniho Veneziana tkví zejména v tom, že byl prvním z neapolských hudebníků, kteří komponovali komické opery a navíc na text v místním, neapolském, nářečí.
Jevištní díla
- Lo mbroglio de li nomme aleas Le doje Pope e li duje Lucie e Pascale sotto nome d'Ambruoso (commedia per musica, libreto Agasippo Mercotellis, 1711 Neapol, Teatro dei Fiorentini)
- Patro Tonno d'Isca (commedia per musica, libreto Agasippo Mercotellis, 1714 Neapol, Teatro dei Fiorentini)
- Lo Pippo (commedia per musica, libreto Persio Segispo, 1715 Neapol, Teatro dei Fiorentini)
- Giuseppe Giusto (opera sacra, neznámý libretista, 1734 Neapol, Conservatorio S. Maria di Loreto)
- Componimento per musica sopra il felice arrivo in Macerata dell'ill.mo monsignore Ignazion Stelluti (componimento per musica, 1736, Macerata)